# Трип-сталь
Трип-сталь, или ПНП-сталь (англ. TRIP; Transformation-Induced Plasticity — пластичность, наведенная превращением) — метастабильная высокопрочная аустенитная сталь с высокой пластичностью.

## Использование
Трип-стали по сравнению с обычными (конструкционными низколегированными) сталями обладают повышенной прочностью и одновременно пластичностью, то есть при равной прочности (пределе текучести) обладают в 2—3 раза большей пластичностью, что обеспечивают им преимущества в процессе штамповки и формования. Применяется для изготовления высоконагруженных деталей: проволоки, тросов, крепежных деталей. В наибольшей степени данные свойства стали востребованы в современной автомобильной промышленности, так как может быть использована для производства более сложных деталей, обеспечивая большую свободу инженерам при выборе дизайна, оптимизации (снижении) веса и общей технологии производства автомобиля. Широкому применению данных сталей препятствует высокая легированность (стоимость производства) и сложная технология изготовления. В будущем трип-стали вполне вероятно уступят место так называемым сталям типа ТВИП (англ. TWIP; Twinning-Induced Plasticity — пластичность, наведенная двойникованием).

## Производство
Для получения желаемого комплекса свойств необходимо провести рекристализацию с последующим охлаждением со скоростями, позволяющими подавить диффузию углерода. Возникают следующие структуры:
- феррит;
- карбид железа (именно поэтому используется сплав кремния, чтобы снизить образования карбидов);
- высокоуглеродистый аустенит.

Для снятия напряжений структура выдерживается определенное время при температуре Tb, с тем чтобы резко охладить до комнатной температуры. При этом возникают следующие структуры:
- феррит;
- насыщенный карбидом бейнит;
- метастабильный насыщенный углеродом аустенит.

### Состав
Примерный химический состав трип-сталей, легированных кремнием (на примере стали 30Х9Н8М4Г2С2):
| Углерод  | Кремний | Хром      | Никель    | Марганец | Молибден |
| -------- | ------- | --------- | --------- | -------- | -------- |
| 0,2—0,3% | до 2,0% | 8,0—14,0% | 8,0—32,0% | 0,5—2,5% | 2,0—6,0% |